# Major Indoor Lacrosse League sezon 1993
Sezon rozpoczął się 9 stycznia, a zakończył 10 kwietnia 1993 roku. W tym sezonie nie rozegrano All Star Game. Był to siódmy sezon zawodowej ligi lacrosse (licząc sezony EPBLL). Mistrzem sezonu została drużyna Buffalo Bandits.

## Wyniki sezonu
W – Wygrane, P – Przegrane, PRC – Liczba wygranych meczów w procentach, GZ – Gole zdobyte, GS – Gole stracone
| Kwalifikacja do playoffs |

| Dywizja Narodowa |   |   |       |     |     |
| Drużyna          | W | P | PRC   | GZ  | GS  |
| Buffalo Bandits  | 8 | 0 | 1.000 | 143 | 108 |
| Detroit Turbos   | 3 | 5 | 0.375 | 109 | 122 |
| Boston Blazers   | 2 | 6 | 0.250 | 93  | 108 |
| Pittsburgh Bulls | 1 | 7 | 0.125 | 97  | 108 |

| Dywizja Amerykańska |   |   |       |     |     |
| Drużyna             | W | P | PRC   | GZ  | GS  |
| Philadelphia Wings  | 7 | 1 | 0.875 | 121 | 86  |
| New York Saints     | 5 | 3 | 0.625 | 88  | 89  |
| Baltimore Thunder   | 2 | 6 | 0.250 | 122 | 147 |

### Playoffs
- PÓŁFINAŁY DYWIZJI
  - Detroit Turbos 5 – Boston Blazers 18
  - Baltimore Thunder 9 – New York Saints 10
- FINAŁY DYWIZJI
  - Boston Blazers 10 – Buffalo Bandits 12
  - New York Saints 9 – Philadelphia Wings 17

### Finał
- Philadelphia Wings 12 – Buffalo Bandits 13

## Nagrody
| Nagroda                        | Zwycięzca    | Drużyna         |
| ------------------------------ | ------------ | --------------- |
| MVP meczu finałowego           | John Tavares | Buffalo Bandits |
| Najlepszy strzelec (35 bramek) | John Tavares | Buffalo Bandits |